# Agència Estatal de l'Administració Tributària
|  | Per a altres significats, vegeu «Agència Tributària de Catalunya». |

L'Agència Tributària o formalment l'Agència Estatal d'Administració Tributària és un organisme públic de l'administració espanyola encarregat de la gestió del sistema tributari estatal i del duaner, així com dels recursos d'altres administracions i ens públics, nacionals o de la Unió Europea, la gestió de la qual se li encomani. Va ser creada per la Llei de Pressupostos Generals de l'Estat per a 1991 (Llei 31/1990, de 27 de desembre).
Està configurada com un ens de dret públic dependent de la Secretaria d'Estat d'Hisenda i Pressupostos. Aquesta Agència va entrar en funcionament el gener de 1992 a partir dels recursos del Ministeri d'Economia i Hisenda del qual es va segregar assimilant part de les seves instal·lacions i funcionaris. Els dos principals càrrecs de l'organigrama de l'AEAT són el de Presidència i la Direcció General:
- President: Té rang de secretari d'estat i sol recaure en la figura del Secretari d'Estat d'Hisenda i Pressupostos. Actualment és Miguel Ferre Navarrete.
- Director general: té rang de sotssecretari. Actualment és Santiago Menéndez Menéndez.

L'AEAT va ser pionera en la utilització de les noves tecnologies i, especialment, Internet, permetent al contribuent, ja sigui persona física o jurídica, el pagament d'impostos, consultes, etc. a través d'aquest mitjà.

## Història
Ja que fins al 2002 diverses persones com els autònoms rebien recomanacións dels seus assessors fiscals perquè fundessin societats professionals per a pagar menys impostos de manera legal. A partir del 2002, aquestes actuacions quedaren en una situació d'ambigüitat legal. Uns anys després l'Agència Tributària espanyola començà a fer inspeccions per sectors (advocats, periodistes, presentadors de televisió, arquitectes i altres), eixint a la llum els primers resultats a partir del 2009, portant a judici a aquestes persones, i guanyant-los tots.
El 2013 hi hagué el canvi de director voluntari canviant Beatriz Viana per Santiago Menéndez Menéndez a causa que en la investigació del cas Nóos Hisenda atribuïra per error a la Infanta Cristina de Borbó i de Grècia.
El 2016, el director Santiago Menéndez va fer un discurs de clausura del XII Congrés criticant negativament les peticions dels inspectors d'hisenda que demanaven que se centraren les inspeccions als rics, tindre més recursos humans i materials i els qui criticaven l'amnistia fiscal.
El 2018 publicà la quarta llista de morosos.

## Funcions
1. La gestió, inspecció i recaptació de tributs estatals excepte al País Basc i Navarra (IRPF, IVA, societats i impostos especials).
2. La realització de diferents funcions relacionades amb els ingressos de les comunitats autònomes i ciutats autònomes.
3. La recaptació d'ingressos de la Unió Europea.
4. La gestió duanera i repressió del contraban.
5. La recaptació en període voluntari de taxes del sector públic estatal.
6. La recaptació en via executiva d'ingressos de dret públic de l'Administració General de l'Estat i els seus organismes públics.
7. La col·laboració en la persecució de determinats delictes (contra la hisenda pública i de contraban).

## E-administració
L'Agència Tributària és la pionera en la introducció de la e-administració, a Espanya, donant la possibilitat de presentar la Declaració de la Renda per internet. Al llarg dels anys s'han anat augmentant els serveis oferts des d'internet, a més s'han augmentat els canals de prestació com el telèfon, els SMS o la TDT.

## Directors generals
- Beatriz Viana (2011-12-30 - 2013)
- Santiago Menéndez Menéndez (2013 -)[3]